# Aniołki Charliego (film 2000)
Aniołki Charliego (ang. Charlie’s Angels) – amerykańsko-niemiecki film komediowo-sensacyjny z 2000 roku, wyreżyserowany przez Josepha McGinty’ego Nichola, luźno powiązany z serialem telewizyjnym o tym samym tytule.

## Fabuła
Wyszkolone we wschodnich sztukach walki bohaterki, Dylan, Natalie i Alex – trzy agentki pracujące dla tajemniczego szefa, mające dostęp do każdej zdobyczy techniki – stają w obliczu największego wyzwania w całej swej dotychczasowej karierze. Terroryści uprowadzają milionera, który opracował niezwykły program identyfikacji głosu. Jego posiadacz zdobędzie wszystko, czego zapragnie, włączając w to władzę nad światem.

## Obsada aktorska
- Cameron Diaz – Natalie Cook
- Drew Barrymore – Dylan Sanders
- Lucy Liu – Alex Munday
- Bill Murray – Bosley
- Tim Curry – Roger Corwin
- Kelly Lynch – Vivian Wood
- Sam Rockwell – Eric Knox
- Tom Green – Chad
- Crispin Glover – Chudzielec
- Matt LeBlanc – Jason Gibbons
- LL Cool J – pan Jones
- Luke Wilson – Pete Komisky
- John Forsythe – Charlie (głos)
- Jennifer Cole – asystent Corwina